# Aulus Gabinius
Aulus Gabinius (?-48 hoặc 47 TCN) là một chính khách người La Mã, một vị tướng và là người ủng hộ Pompey. Ông là một nhân vật nổi bật trong những ngày cuối cùng của Cộng hòa La Mã.

## Sự nghiệp
Vào năm 67 TCN, Gabinius ban hành điều luật (Lex Gabinia) với tư cách là quan bảo dân (tribunus plebis) ban cho Pompey quyền chỉ huy cuộc chiến chống lại nạn hải tặc đang hoành hành ở Địa Trung Hải, với quyền hạn mở rộng mà cho ông ta quyền kiểm soát tuyệt đối trên biển và 50 dặm (khoảng 90 km) nội địa tính từ bờ biển. Hai biện pháp khác được Gabinius ban hành nghiêm cấm việc cho các sứ giả ngoại quốc vay tiền (nhằm kiểm soát tham nhũng trong viện Nguyên lão) và Viện Nguyên lão được ra lệnh phải tiếp kiến sứ giả ngoại quốc vào một ngày cố định (1 tháng 2 - 1 tháng 3) mỗi năm.
Vào năm 65 TCN, khi Gabinius làm sứ thần của Pompey, ông vào miền bắc Lưỡng Hà cùng với sự tháp tùng của hai quân đoàn. Động thái này gây áp lực lên vị vua Parthia, Phraates III, buộc ông này phải ký một hiệp ước với Pompey.
Năm 61 TCN, Gabinius, khi đó đã trở thành pháp quan, cố gắng giành sự ủng hộ từ dân chúng bằng cách hứa hẹ tổ chức những lễ hội quy mô chưa từng có. Vào năm 58 TCN, ông đã trở thành Chấp chính quan dù không có nghi ngờ đút lót. Trong nhiệm kỳ của mình, ông đã hỗ trợ Publius Clodius Pulcher tống Marcus Tullius Cicero đi đày. Năm 57 BC, Gabinius đến Syria làm thái thú. Khi ông đến, ông phục hồi Hyrcanus II làm chức tư tế tối cao Jerusalem, đàn áp các cuộc nổi dậy, thực hiện những thay đổi quan trọng trong chính quyền Judaea và cho xây dựng lại một số thị trấn.
Năm 55 TCN, Gabinius được Pompey gửi đến Ai Cập để phục hồi ngai vị cho vua Ptolemaios XII Auletes mà không có sự đồng ý của Viện Nguyên lão. Ông đã hoàn thành nhiệm vụ đã được giao sau một chiến dịch ngắn nhưng thành công. Trong chiến dịch này, ông đã được chàng trai Marcus Antonius trẻ tuổi ủng hộ. Ông để lại một binh lính của mình ở lại Ai Cập để bảo vệ Ptolemaios XII, sử gọi những binh lính này là Gabiniani. Những chiến sĩ Gabiniani này đã chiến đấu chống lại những quân phiến loạn chống lại nhà vua và chống lại Gaius Julius Caesar sau khi vua Ptolemaios XII chết.
Trong khoảng thời gian Gabinius ở Ai Cập, vùng Syria bị thổ phỉ hoành hành. Alexander, con của Aristobulus, một lần nữa nổi dậy đánh đuổi Hyrcanus II. Dù gặp phải ít nhiều khó khăn, nhưng cuối cùng Gabinius đã phục hồi trật tự và vào năm 54 TCN, ông đã bàn giao Syria cho người kế nhiệm của mình, Marcus Licinius Crassus. Equites La Mã (kỵ sĩ), những trong vai trò thu thuế đã bị tổn thất nặng nề vì rối loạn ở Syria, đã rất bực bội và đã đứng dậy chống đối Gabinius. Khi khi ông xuất hiện ở Viện Nguyên lão để báo cáo, Gabinius đã bị bắt đem đưa ra xét xử vì ba tội danh, tất cả đều liên quan đến tội phạm quy.
Tại phiên tòa xử maiestas (tội phản nghịch) phát sinh từ việc ông tự ý rời khỏi địa bàn của mình để đến Ai Cập mà không có sự đồng ý của Viện Nguyên lão và coi thường sách Sibyllini, Gabinius đã được tha bổng. Người ta nói rằng các thẩm phán đã nhận hối lộ và thậm chỉ cả Cicero, người là kẻ thù của Gabinius, cũng đã bị Pompey thuyết phục nói ít như có thể. Tại phiên tòa thứ hai xử tội repetundae (Tống tiền trong thời gian quản lý tỉnh), với tham chiếu đặc biệt đến hơn 10.000 ta-lăng được Ptolemaios XII trả để mượn quân giúp đỡ ông ta quay trở lại làm vua, ông đã bị kết tội dù những bằng chứng đứng về phía ông do Pompey cung cấp, các nhân chứng từ Alexandria và tài hùng biện của Cicero, người đã được yêu cầu đứng ra xin cho ông. Phiên tòa thứ ba ambitus (những điều bất hợp pháp trong quá trình vận động tranh cử chức Chấp chính quan) do đó đã bị bãi bỏ; ông bị buộc tội đi đày, tài sản bị tịch thu.
Sau khi Nội chiến Caesar nổ ra, Gabinius được Gaius Julius Caesar triệu hồi vào in 49 TCN và ông đã nhận lời, nhưng ông không bao giờ trực tiếp hoạt động chống lại vị cựu bảo hộ của mình, Pompey. Sau trận Pharsalus, được giao nhiệm vụ vận chuyển một số binh sĩ mới tòng quân gần đây tới Illyricum. Trên đường đi, anh bị người Dalmatia tấn công và phải khó nhọc lắm, ông mới đến được Salona (Dalmatia). Tại đó, Gabinius phải chống chọi lại những cuộc tấn công của tướng Marcus Octavius của Pompey, nhưng qua đời một vài tháng sau đó vì bệnh (48 TCN hoặc đầu năm 47 TCN).

## Hôn phối và hậu duệ
Gabinius kết hôn với một nữ quý tộc La Mã tên là Lollia của thị tộc Lollia, có thể là một người con gái của Marcus Lollius Palicanus, quan bảo dân năm 71 TCN. Lollia sinh hạ cho ông một người con trai tên là Aulus Gabinius Sisenna.